# 特古斯阿勒坦呼雅克圖
特古斯阿勒坦呼雅克圖（？—1918年），屬内蒙古蒙古族，是清末伊克昭盟鄂尔多斯左翼中旗人，鄂尔多斯左翼中旗札萨克多罗郡王。

## 生平
特古斯阿勒坦呼雅克图于清光绪二十八年（1902年）袭爵，赏戴三眼花翎。1910年至1912年，特古斯阿勒坦呼雅克图担任清朝资政院外藩王公世爵议员，为伊克昭盟的代表。1912年，因其翊赞共和、响应民国，临时大总统袁世凯将其晋升为亲王。1915年4月，大总统袁世凯任命特古斯阿勒坦呼雅克图为伊克昭盟盟长，因此同时兼任鄂尔多斯济农。1918年，特古斯阿勒坦呼雅克图逝世。